# Daniella Kertesz
Pour les articles homonymes, voir Kertesz.
Daniella Kertesz  (en hébreu דניאלה קרטס), née le 11 mars 1989, est une actrice israélienne d'origine hongroise.

## Biographie
Daniella Kertesz est connue pour son rôle de Segen en 2013 dans le film World War Z. Elle est également en vedette dans le film d'horreur AfterDeath, qui est sorti en 2015. 
La première apparition de Kertesz est dans la série de  Adumot à l'âge de 14 ans, en tant que personnage principal, Noa Sperling, une jeune joueuse de football qui crée une équipe de filles.

## Filmographie

### Films
- 2013 : World War Z de Marc Forster : Segen
- 2014 : Operation Sunflower : Gila
- 2015 : AfterDeath : Onie
- 2019 : Incitement  : Nava
- 2020 : Outlaws : Cisco

### Série télé
- 2003 - 2004 : Reds : Noa Shperling (2 épisodes)
- 2007 : Screenz : Zohar
- 2007 : Mishmoret : Tamar (1 épisodes)
- 2008 : Loving Anna : Avia (3 épisodes)
- 2008 - 2009 : Ha-Emet Ha'Eroma : Hagar Ben David (13 episodes)
- 2015 : The Wordmaker : Heftzi (1 épisode)
- 2018 : Autonomies : Anna (6 episodes)
- 2021 :  Shtisel - Saison 3 : Racheli (9 episodes)